# Protestas en Venezuela de 2017
| protestas en Venezuela de 2014 | ←Protestas en Venezuela de 2017→ | Protestas en Venezuela de 2018 |

Las protestas en Venezuela de 2017 fueron una ola de protestas a nivel nacional e internacional en contra del presidente Nicolás Maduro originada por la crisis institucional de Venezuela y otros eventos relacionados con la conflictividad política de ese país en los meses precedentes, principalmente posteriores a las elecciones parlamentarias de 2015 que terminaron con un saldo de 163 muertos, 2977 heridos y 1351 detenidos, según el Foro Penal Venezolano.
Después de la constitución de una Asamblea Nacional Constituyente que asumió las competencias de la Asamblea Nacional, que fue considerada por el Tribunal Supremo de Justicia en desacato,  y extendiera los poderes del presidente Nicolás Maduro, se originó una nueva oleada de protestas y una crisis constitucional en Venezuela por la «ruptura del hilo constitucional». Al momento de darse las sentencias, la reacción de la Asamblea Nacional, así como de varios organismos de la región, fue mayoritariamente negativa, llegando a ser calificadas dichas acciones como un «autogolpe de Estado» que buscaba desempoderar a la Asamblea Nacional, lo que suscitó protestas en Caracas y otras ciudades del país.
En Venezuela, el índice inflacionario correspondiente a este periodo ―según estimaciones privadas― habría sobrepasado el 500 %.Mientras que para inicios del año 2017, en los últimos tres años de gobierno de Nicolás Maduro, la delincuencia era elevada, de hecho, en el país habían sido asesinadas 81 334 personas, sumando así 287 926 muertes violentas en todo el país en las últimas dos décadas. El 27 de abril de 2017 el gobierno de Nicolás Maduro ordena el retiro de Venezuela de la OEA, y las relaciones diplomáticas de Venezuela con los demás países cayeron a un punto crítico.
La Comisión de Derechos Humanos de la Organización de las Naciones Unidas dictaminó en un informe que «los manifestantes fueron víctimas de vulneraciones y abusos de derechos humanos» y «la mayor parte de la represión estuvo a cargo de la Policía Nacional Bolivariana y la Guardia Nacional Bolivariana» con «responsabilidad también de los colectivos o milicias armadas aliadas del gobierno», denunciando que las fuerzas gubernamentales incrementaron el «uso letal» y «sistemático» de determinados armamentos como granadas de gas lacrimógeno directamente contra los manifestantes, a corta distancia.

## Crisis económica
Al iniciarse en 2017, esta protesta social fue relacionada por la prensa nacional e internacional con la prolongada crisis económica venezolana (2013-2021) y sus expresiones más visibles, como podrían ser la elevada tasa de desempleo (en aquel momento, en torno al 25%, la más alta de América Latina, la alta inflación, la precariedad laboral, la reducción salarial, la restricción del crédito y las políticas gubernamentales de ajuste traducidas en recortes en el estado del bienestar.
Las protestas venezolanas tuvieron lugar, por tanto, en un contexto de profundo descontento social por una coyuntura económica negativa, pero en su aparición influyó un abanico de circunstancias y situaciones mucho más amplias.
En 2017, muchos observadores y comentaristas del fenómeno señalaron que, por las características de determinadas denuncias y exigencias, en particular las que atañen al modelo económico, y por ciertos aspectos de las acciones emprendidas, cabía deducir que la mayoría de quienes protestaban eran personas con ideología básicamente de derechas. Sin embargo, hasta el día de hoy, representantes y portavoces de los movimientos han negado categóricamente que los mismos se identifiquen con una etiqueta ideológica determinada.

## Crisis institucional de Venezuela de 2017
La suspensión de la etapa de convocatoria del referéndum revocatorio por parte del Consejo Nacional Electoral (CNE) el 20 de octubre, citando la decisión de los tribunales regionales de Aragua, Carabobo, Monagas, Apure y Bolívar que anularon en sus respectivos estados la recolección de firmas del 1 % (correspondiente a la etapa de Promoción), desató la crisis política en Venezuela de 2016, con un llamado de la oposición venezolana a marchas pacíficas multitudinarias denominadas «toma de Venezuela» a partir del miércoles 26 de octubre de 2016.
Finalmente, la oposición anunció la suspensión de la «Marcha a Miraflores» que se realizaría el jueves 3 de noviembre de 2016, una marcha pacífica de ciudadanos de todo el país que tenía como destino llegar al Palacio de Miraflores en Caracas. La marcha fue suspendida luego de que representantes de la opositora MUD (Mesa de la Unidad Democrática) se reunieron con Thomas Shannon (subsecretario de Estado de Estados Unidos para Asuntos Políticos), y el arzobispo Claudio María Celli ―quien fue enviado por el Vaticano como mediador del conflicto en Venezuela― lograron que la oposición se sentara en una mesa de diálogo con el Gobierno.
En enero de 2017, el Tribunal Supremo ratificó mediante sentencia el desacato que mantiene desde diciembre de 2015 la Asamblea Nacional (de mayoría opositora al gobierno de Maduro) frente al Poder Judicial y al orden constitucional, debido a la juramentación de tres diputados opositores que había sido prohibida por el Tribunal Supremo de Justicia (TSJ) el 30 de diciembre de 2015 y al incumplimiento de varias sentencias del Poder Judicial. En la misma sentencia, el TSJ ratificó la nulidad de las actuaciones de la Asamblea Nacional desde el 30 de diciembre de 2015.
El 28 de marzo de 2017, el TSJ, con la sentencia 155, anunció el retiro de la inmunidad de los diputados, lo que abrió la posibilidad de que estos pudieran ser enjuiciados incluso ante tribunales militares. El 29 de marzo, la sentencia 156 estableció que el TSJ garantizará que las competencias parlamentarias sean ejercidas por este mismo ente judicial o por el órgano que ella disponga, mientras persista la "situación de desacato" y de "invalidez" de las actuaciones de la Asamblea Nacional.
Al momento de darse las sentencias, la reacción de la Asamblea Nacional, así como de varios organismos de la región fue mayoritariamente negativa. Algunos calificaron dichas acciones como un "autogolpe de Estado" y que se estaba disolviendo a la AN, lo que suscitó protestas en Caracas y otras ciudades del país. Ante dichas acusaciones (y antes de la anulación de las sentencias), el TSJ afirmó que sus acciones no estaban disolviendo la Asamblea, sino que "estarían supliendo sus labores" hasta que ésta hiciera los procedimientos necesarios para salir de su estado de desacato.
Luego de que la comunidad internacional, en su mayoría, repudió el hecho y que el Consejo de Seguridad Nacional exhortó a la Sala Constitucional que eliminase dichas sentencias, esta hizo lo propio, decidiendo las sentencias 157 y 158, en las que les devuelve la inmunidad parlamentaria a los diputados y sus atribuciones a la Asamblea Nacional. Sin embargo, la mayoría de juristas coincidieron que esto era inconstitucional ya que se había vencido el plazo para suprimir las sentencias y que nadie podía revisar las sentencias de la Sala Constitucional del Tribunal Supremo. Posteriormente, se realizaron protestas que exigieron la renuncia de los magistrados, la realización de elecciones postergadas y el adelanto de las elecciones presidenciales previstas para 2018.
El llamado autogolpe de Estado originó una convocatoria por la oposición de protestar el 31 de marzo en rechazo a un fallo del tribunal supremo que se adjudicó competencias legislativas, mientras crece la presión externa contra el Gobierno socialista de Nicolás Maduro. Desde muy temprano, decenas de estudiantes, partidarios y líderes opositores bloquearon algunas vías principales de Caracas, pero fueron rápidamente contenidos por las fuerzas de seguridad y adeptos al oficialismo.

## Protestas
Aunque el Tribunal Supremo de Justicia revisó y suprimió los contenidos de las sentencias 155 y 156, las personas salieron a las calles para exigir respeto a la Constitución, elecciones y que termine el Gobierno de Nicolás Maduro. La oposición volvió a las calles el 1 de abril con nuevas peticiones después de cinco meses de ausencia, recordando que el 26 de octubre de 2016 fue la última convocatoria de la Mesa de la Unidad Democrática en rechazo a la suspensión del referéndum revocatorio. Caracas fue el centro de una gran manifestación de la alianza, esta vez el motivo fue rechazar las sentencias del Tribunal Supremo de Justicia contra la Asamblea Nacional y exigir respeto a la Constitución. A pesar de que estaba convocada una concentración en la plaza Brión de Chacaíto para la sesión parlamentaria especial, la actividad se convirtió en una marcha a la sede de la Defensoría del Pueblo, su objetivo era exigirle al defensor Tarek William Saab que rechazara las decisiones del TSJ que atentaban contra el Parlamento.
En consecuencia de la marcha originada, la Guardia Nacional Bolivariana y la Policía Nacional Bolivariana reprimió con bombas lacrimógenas y perdigones, los funcionarios intentaron dispersar la marcha, al tiempo que los protestantes tomaron otro rumbo por la avenida Libertador, donde también intentaron dispersarlos. A través de las redes sociales, los manifestantes denunciaron represión en varios puntos de Caracas, en la Alameda, La Campiña, Sabana Grande, La Florida, además de las Mercedes, Bello Monte y Chacaíto donde hubo presión policial.
Luego, Capriles aseguró que las «protestas seguirán hasta que se restablezca el orden constitucional», se le devuelvan las competencias que le corresponden al Parlamento, se abra un canal humanitario para recibir medicinas y comida, y se logre la liberación de presos políticos convocando una marcha para el 4 de abril de 2017. La oposición venezolana convocó a marchar desde Plaza Venezuela hasta la Asamblea Nacional (AN), para exigir la destitución de los magistrados del Tribunal Supremo de Justicia (TSJ) que dictaron las sentencias 155 y 156, las cuales dejaban sin inmunidad parlamentaria a los diputados y quitaba las competencias al Poder Legislativo, pero los opositores no pudieron continuar su trayecto debido a la presencia de tanquetas antimotines que bloquearon la vía, y fueron dispersados con gases lacrimógenos cuando intentaban tomar una vía alterna hacia el organismo.
El 5 de abril de 2017, la ministra de Relaciones Exteriores, Delcy Rodríguez, acudió a la Organización de Estados Americanos a defender al Gobierno venezolano y aseguró que las fuerzas policiales actuaron «no para reprimir, sino para evitar que se expandiera la violencia». También, el primer vicepresidente del PSUV, Diosdado Cabello, negó que los colectivos hubiesen hecho acto de presencia en la protesta del 4 de abril, en la que fueron vistos disparando al aire en la autopista Francisco Fajardo. Cabello también reveló que sacarán a los oficialistas a manifestarse en Caracas y en todo el país.
El 6 de abril, opositores al presidente de Venezuela, Nicolás Maduro, vuelven a manifestarse en medio de una creciente tensión política, que en la semana ha dejado decenas de heridos y detenidos en protestas. La Marcha la cual convocó a unas 5000 personas, cambió de rumbo para dirigirse al centro de la ciudad y fue impedida de avanzar por una barrera que más temprano habían instalado la GNB. Los opositores se concentraron en una autopista a la altura de la urbanización de Altamira, según el plan original, pero dirigentes como el excandidato presidencial Henrique Capriles pidieron luego movilizarse hacia la Defensoría del Pueblo, en el casco histórico. Luego, los guardias lanzaron gases lacrimógenos y chorros de agua para dispersar a la multitud, ante lo cual los manifestantes, varios con el rostro cubierto, respondieron con piedras. La Oposición ese mismo día, llamó a una movilización el jueves 6 de abril desde las 10 a. m. en la autopista Francisco Fajardo, a la altura de Altamira, y tiene como propósito rechazar la actuación de los magistrados del Tribunal Supremo de Justicia, que con sus decisiones en contra de la Asamblea Nacional han roto el hilo constitucional y democrático en el país, en este acto falleció un joven.
A partir del 7 de abril, ciudadanos y dirigentes expresaron su dolor e indignación por la muerte de un joven de 19 años que manifestaba en Montaña Alta (Estado Miranda) y que recibió un tiro en la espalda por uno de los oficiales de la PNB. Esto desencadenó una protesta en la comunidad por lo cual también comenzó una oleada de protestas a nivel nacional por los diferentes acontecimientos que ya habían sucedido. La oposición venezolana llama a una multitudinaria marcha para el 8 de abril de 2017 en Caracas y en diferentes ciudades a nivel nacional, entre ellas: Maracaibo, Coro, Punto Fijo, Puerto Ordaz, Pampatar, Lecherías, San Cristóbal, Mérida, San Carlos, La Victoria, Maracay, Valencia, Barquisimeto, entre otros, en estos actos, ocurrió otra muerte, Ese mismo día murió la señora Ricarda González (87) en Bello Monte, municipio Libertador, se reseñó que su muerte se produjo debido a haber inhalado gases lacrimógenos durante las protestas que se realizaban en las inmediaciones de su residencia, familiares descartaron la vinculación entre el deceso y los hechos ocurridos fuera de la vivienda.
Nuevamente el 8 de abril miles de opositores acudieron al llamado de concentración que realizaron los militantes de la Mesa de la Unidad Democrática (MUD) en todo el país para exigir, al igual que en Caracas, la destitución de los magistrados de la Sala Constitucional del Tribunal Supremo de Justicia (TSJ), la celebración de elecciones y para mostrar su rechazo hacia la inhabilitación del gobernador del estado Miranda, Henrique Capriles.
Cumpliendo con el llamado en varias ciudades del país y la capital, en muchas de ellas, como Caracas, Valencia, Maracaibo y San Cristóbal presenciaron a la Policía Nacional Bolivariana (PNB) y la Guardia Nacional Bolivariana (GNB), principalmente volviendo a reprimir a los manifestantes de la oposición que marcharon con destino a la Defensoría del Pueblo, en el centro de Caracas donde nuevamente no pudieron llegar. La movilización opositora comenzó a ser reprimida por los efectivos de seguridad en la avenida Libertador, a la altura de La Campiña, después de que los manifestantes se concentraron en la calle Élice de Chacao, en la avenida Francisco de Miranda. A pesar de la situación, ciudadanos avanzaron y llegaron a la iglesia de la Chiquinquirá, en La Florida, donde los efectivos también intentaron dispersarlos. Residentes de los edificios cercanos tocaban cacerolas en señal de protesta y lanzaron crema dental a los manifestantes para que intentaran paliar los efectos de los gases. En la calle Alameda, en La Campiña, manifestantes se refugiaron en los edificios para resguardarse de los funcionarios. También hubo bombas lacrimógenas en la avenida Francisco Solano de Sabana Grande. Ante la represión, los manifestantes se dispersaron a Las Mercedes, Bello Monte y Chacaíto. Funcionarios de la PNB y de la GNB reprimieron a los manifestantes opositores que se dirigieron a la parte de arriba de la autopista Francisco Fajardo, a la altura de El Rosal. Debido a la represión, se devolvieron en sentido este. El grupo que se encontraba a la altura del CCCT fue atacado con bombas lacrimógenas y perdigones. Durante el día, hechos como el ataque a la Dirección Ejecutiva de la Magistratura en Chacao y el incendio causado en la Campaña de Henrique Capriles movieron a más ciudadanos a seguir en las calles.
Organismos internacionales como la OEA y Mercosur se pronunciaron para alertar sobre lo ocurrido en Venezuela. También Gobiernos de países como Argentina, Brasil, Chile, Estados Unidos y Perú― han demostrado apoyo a la oposición venezolana.
El 12 de abril de 2017, durante otras manifestaciones en todo el país, fallecieron dos venezolanos en el estado Lara, mientras que el 13 de abril, se confirmó la muerte de otro joven, que había sido herido en protestas días anteriores en la misma entidad.
Los líderes de la oposición y gran parte de su base de apoyo civil argumentan que las manifestaciones contra el Gobierno se mantendrán hasta la salida del Gobierno venezolano o hasta que se cumplan una serie de metas con la que ideólogos de la oposición esperan pueda tener lugar una "transición democrática". El 19 de abril de 2017, a los 207 años de la conmemoración de la deposición civil del capitán general Vicente Emparán, evento precedente a la fundación de la Primera República, opositores convocaron marchas en todas las ciudades del país, lo que fue llamada la Madre de todas las marchas por otro lado, el Gobierno convocó una marcha general en Caracas, desde muy tempranas horas se hizo sentir la represión del Gobierno venezolano ante los simpatizantes de la oposición a nivel nacional, causando fuertes enfrentamientos, más de 300 heridos, la encarcelación de más de 120 individuos y la muerte de 2 adolescentes, el primero de ellos (un joven de 17 años) en la ciudad capital y la segunda (una mujer) en la ciudad de San Cristóbal, estado Táchira, finalizando la jornada, se informó el fallecimiento de un tercero en protestas, esta vez un GNB en el estado Miranda, confirmada por Tarek William Saab en horas de la noche. Luego de tales actos, Capriles realizó un comunicado a toda la población, en donde los invitaba a salir a la calle en protesta violenta. En los violentos disturbios, opositores al Gobierno atacaron hospital Materno Infantil ―creado por Hugo Chávez―, y al menos 54 niños tuvieron que ser desalojados. Ingresaron varias personas a una panadería para robar las máquinas, pero nueve se electrocutaron y perdieron la vida. Un grupo de opositores armados recorrieron todas las tiendas de la zona, exigiendo una «colaboración» en efectivo. Dos comerciantes que se negaron a pagar ―uno en el sector La Cuadra de San Andrés y el otro en el sector Cajigal― fueron ejecutados a quemarropa.
Los medios de comunicación opositores al Gobierno informaron que el pueblo venezolano estaba recibiendo una fuerte represión, y los líderes de la oposición convocaron nuevamente a los opositores al Gobierno a protestar a las calles el 22 de abril de 2017, bautizando a esa manifestación como la «Marcha del Silencio». Al igual que un "Plantón Nacional" para el día 24 de abril de 2017 en todos los estados del país.
Desde tempranas horas de la mañana del día 24, se dio a conocer la muerte de una mujer en una movilización a favor de Maduro, por el impacto de una botella de hielo arrojada desde un edificio del centro de la ciudad de Caracas. Los medios de comunicación opositores hicieron eco de la muerte de un herido en un accidente doméstico. En la ciudad de El Vigía (estado Mérida) estalló un pequeño tanque de gas, hiriendo a tres mujeres de gravedad y a dos hombres (entre ellos un concejal chavista), entonces que difundieron que se trataba de un grupo de terroristas chavistas que estaban preparando varias bombas incendiarias de gasolina (una «bomba molotov de pólvora que ellos mismos pretendían lanzar a la oposición»), y estas les habrían estallado, dejando «veinte heridos por quemaduras graves de bombas molotov».

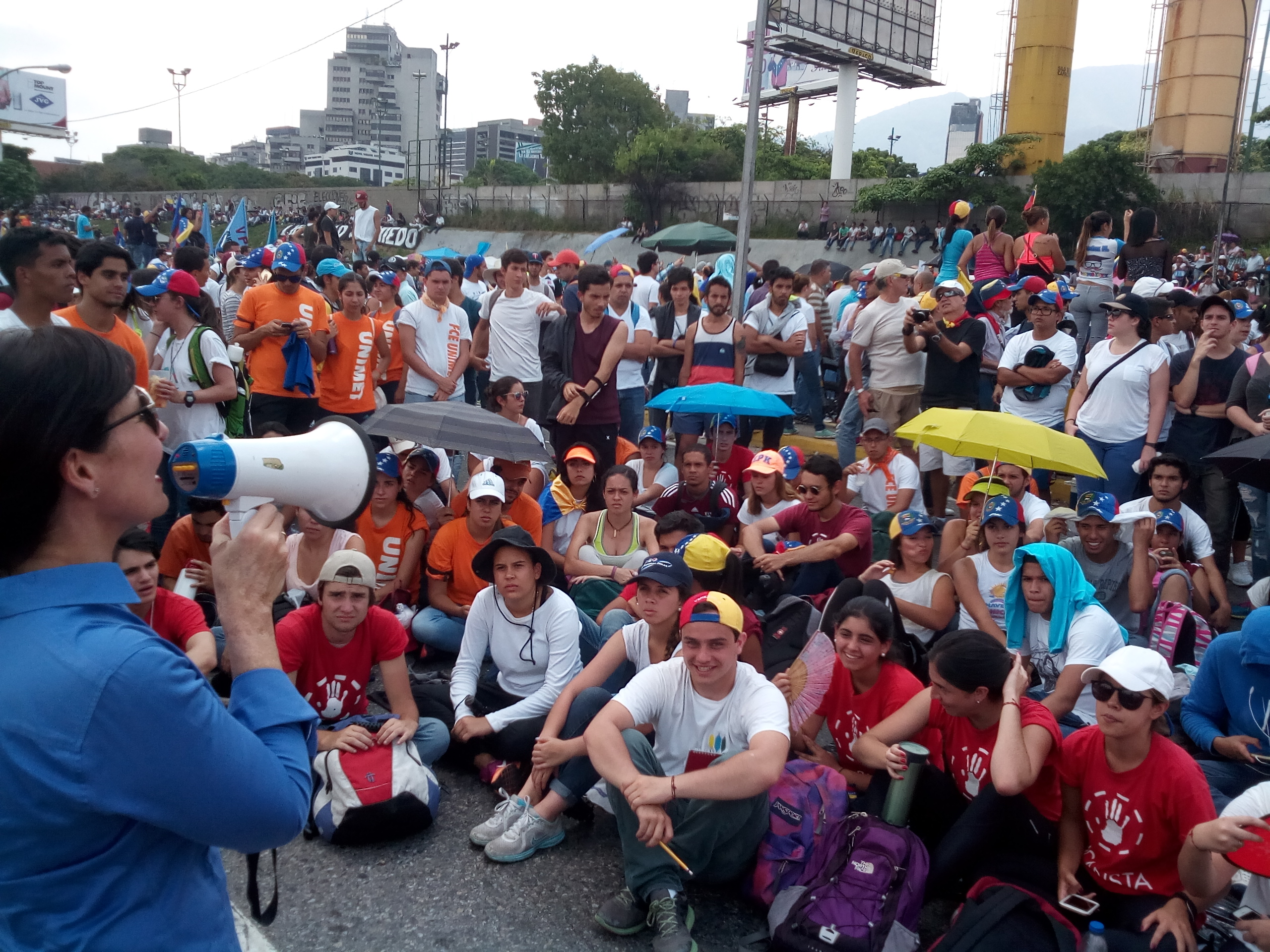
Profesora dando clase magistral durante el plantón nacional.

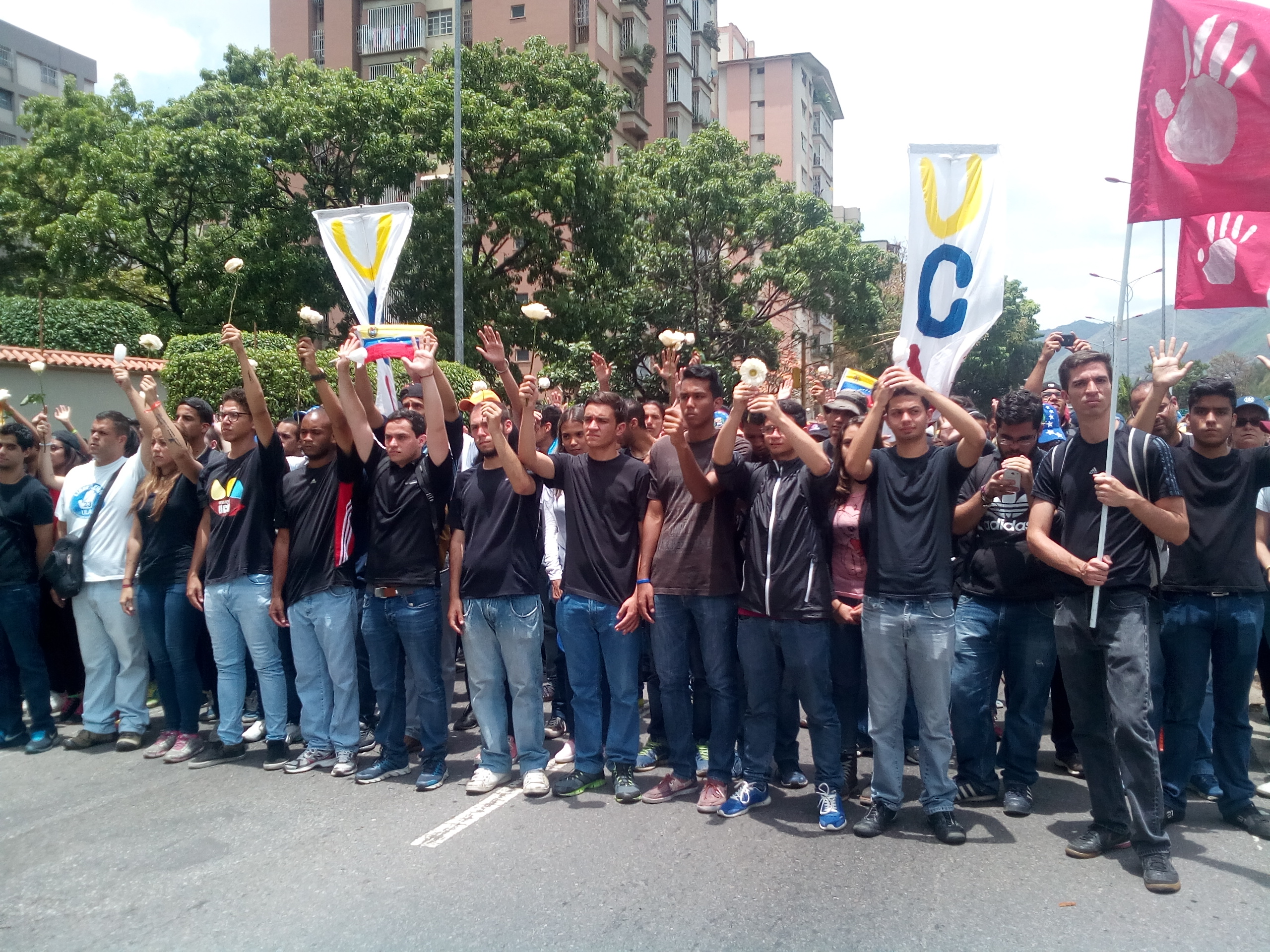
Estudiantes vestidos de negro y llevando rosas blancas en la Marcha del Silencio.

En este mismo estado, pero en la ciudad homónima de la región, en horas de la tarde se suscitaron hechos violentos, que dejaron 15 heridos, y 2 fallecidos, por otro lado, en el estado Barinas, específicamente, en Barinitas, se dio a conocer el asesinato de otra persona, mientras que en El Tocuyo (estado Lara), el gobernador de la entidad dio a conocer la muerte de otro individuo por actos violentos durante manifestaciones, con esto, la Fiscalía General de la República confirmó, el día 25 de abril de 2017, que en el país han sucedido 30 muertes violentas, en tres semanas de protestas, Luego de estos actos, la Mesa de la Unidad Democrática informó que seguiría convocando a sus seguidores en las calles, organizando marchas para el 26 de abril, y diferentes días de la semana, por otro lado también convocaron una marcha para el 1 de mayo (Día del Trabajador), que es una fecha en que los venezolanos tradicionalmente salen a las calles a celebrar.
El 28 de mayo, fallece por desangramiento el activista estudiantil César Pereira a causa de un disparo en el abdomen del poliánzoategui Onán Pereira.
El 13 de junio de 2017, el presidente de Venezuela, Nicolás Maduro, le envió una carta al papa Francisco en la que le pidió que mediara ante la oposición para que esta no utilizara a menores de edad en las protestas violentas contra el gobierno. Citó el caso de Neomar Lander, de 17 años, quien falleció durante una manifestación opositora en Caracas.
El 27 de junio de 2017 ocurre el ataque al Tribunal Supremo de Justicia (TSJ) en Caracas efectuado por un grupo de miembros de la policía venezolana liderado por el disidente Óscar Pérez desde un helicóptero policial. La coalición lanzó varios granadas sonoras contra el edificio del TSJ. El presidente Nicolás Maduro calificó el incidente como un «ataque terrorista».
El 18 de julio, un colectivo murió al ser impactado por un mortero, que fue disparado por grupos de la Resistencia en Lechería, testigos aseguraron que los colectivos disparaban armas de fuego contra los jóvenes de la Resistencia y estos, en defensa, dirigieron un mortero hacia ellos.

## Plan Zamora

### Descripción
El Plan Zamora ha sido descrito por el gobierno como "un plan estratégico conjunto para responder a posibles eventos adversos o intervención extranjera que ponga en riesgo la seguridad del país". Según Antonio Benavides, comandante de la Guardia Nacional, el plan incluye "la incorporación del pueblo para ejercitar la transición de la actividad social normal al Estado de conmoción interior o exterior", o en otras palabras el despliegue de miembros de colectivos y miembros de la Milicia Nacional como fuerzas de choque. El plan también le daba la potestad al Estado de arrestar a protestantes y juzgar a civiles en tribunales militares, quienes aquellos acusados de atacar autoridades militares podían ser imputados con el cargo de "rebelión", lo que fue ampliamente criticado por grupos de derechos humanos.

### Desarrollo
El 15 de abril de 2017, el presidente Maduro ordenó más de 2 000 puntos de control que serían establecidos a nivel nacional antes de la "megamarcha" del 19 de abril, donde se reportó la participación alrededor de 200 000 autoridades. El 17 de mayo, el ministro de defensa Vladimir Padrino López anuncia la activación en su segunda fase del Plan Zamora en el estado Táchira, la cual consistía en enviar 2.000 efectivos de la Guardia Nacional Bolivariana y 600 tropas de operaciones militares.

### Uso de francotiradores
A finales de abril, días después de la Madre de Todas las Marchas, generales de las Fuerzas Armadas se reunieron en Barquisimeto en una discusión presidida por el comandante de la Zona Operacional de Defensa Integral de Lara José Rafael Torrealba Pérez. Entre los oficiales presentes en la reunión se encontraban el general de brigada de la Guardia Nacional, Hernán Enrique Homez Machado; el general de brigada de la Fuerza Aérea, Carlos Enrique Quijada Rojas; el general de brigada del Ejército, Dilio Rafael Rodríguez Díaz; el general de brigada del Ejército, Joel Vicente Canelón y el general de brigada del Ejército Iván Darío Lara Lander.
En la reunión Torrealba sugirió el uso de francotiradores contra protestantes, ordenó a los generales presentes "ir preparándolos, comenzando con la realización de los exámenes psicológicos y psicotécnicos." Continuó explicando el riesgo de una guerra civil y que el presidente Maduro ya “firmó una banda de operaciones y [tal como] yo dije aquí con el comandante Reyes […] pudiéramos estar al comienzo de una guerra subversiva urbana”. A pesar de la preocupación expresada por algunos de los presentes, Torrealba insistió en que los francotiradores asustarían a los protestantes y que “El pueblo en lo que vea, sea de cual sea el pueblo, de oposición o revolucionario, en lo que comiencen a ver muertos, porque hay muertos y aparecen muertos, todo el mundo se queda en sus casas señores”.
El 22 de mayo se reportó la presencia de francotiradores presuntamente pertenecientes a la Guardia Nacional disparando desde la azotea del Centro Internacional de Educación y Desarrollo (CIED) de Petróleos de Venezuela (PDVSA) en El Hatillo, en Caracas. El 28 de mayo, la diputada Gaby Arellano denunció la presencia de francotiradores sobre la azotea del edificio del SENIAT en Lechería cuando se desarrollaba una manifestación en contra del asesinato del activista César Pereira.

## Desilusión del movimiento opositor

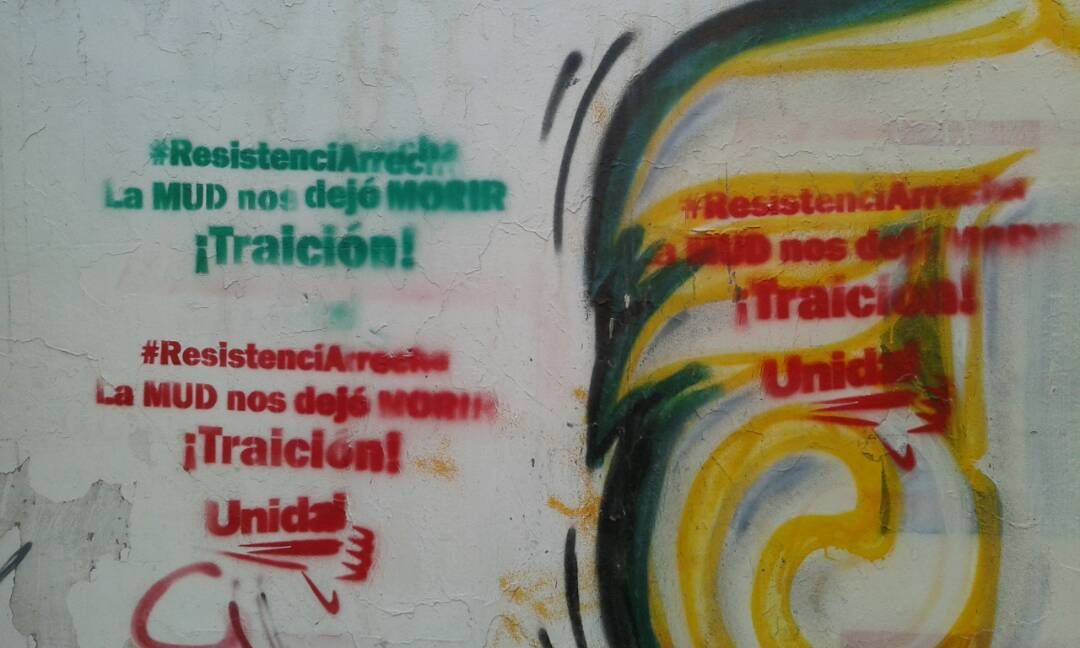
Grafitis expresando decepción de la Mesa de la Unidad Democrática.

El 6 de agosto de 2017, alrededor de 20 individuos liderados por la brigada 41 del capitán fugitivo Juan Caguaripano atacan la base militar de Paramacay cerca de Valencia, sustrayendo armas del fuerte, mientras que varios residentes apoyaron la rebelión y protestaron en las calles. La mayoría de los miembros y de los líderes del ataque fueron capturados días después. El 8 de agosto, un trancazo nacional convocado por la oposición tuvo poca participación y fue rápidamente dispersado. Una marcha organizada el 12 de agosto tuvo muy poca participación, con sólo alrededor de 1000 protestantes, con varios venezolanos declarando que perdieron interés en el movimiento de las protestas debido al temor de represión y la frustración hacia la oposición política, expresando su desaprobación en la decisión de participar en las elecciones regionales de octubre.
Para el 18 de diciembre volvieron a producirse protestas sociales.

## Investigaciones

### Violación de derechos humanos por cuerpos de seguridad

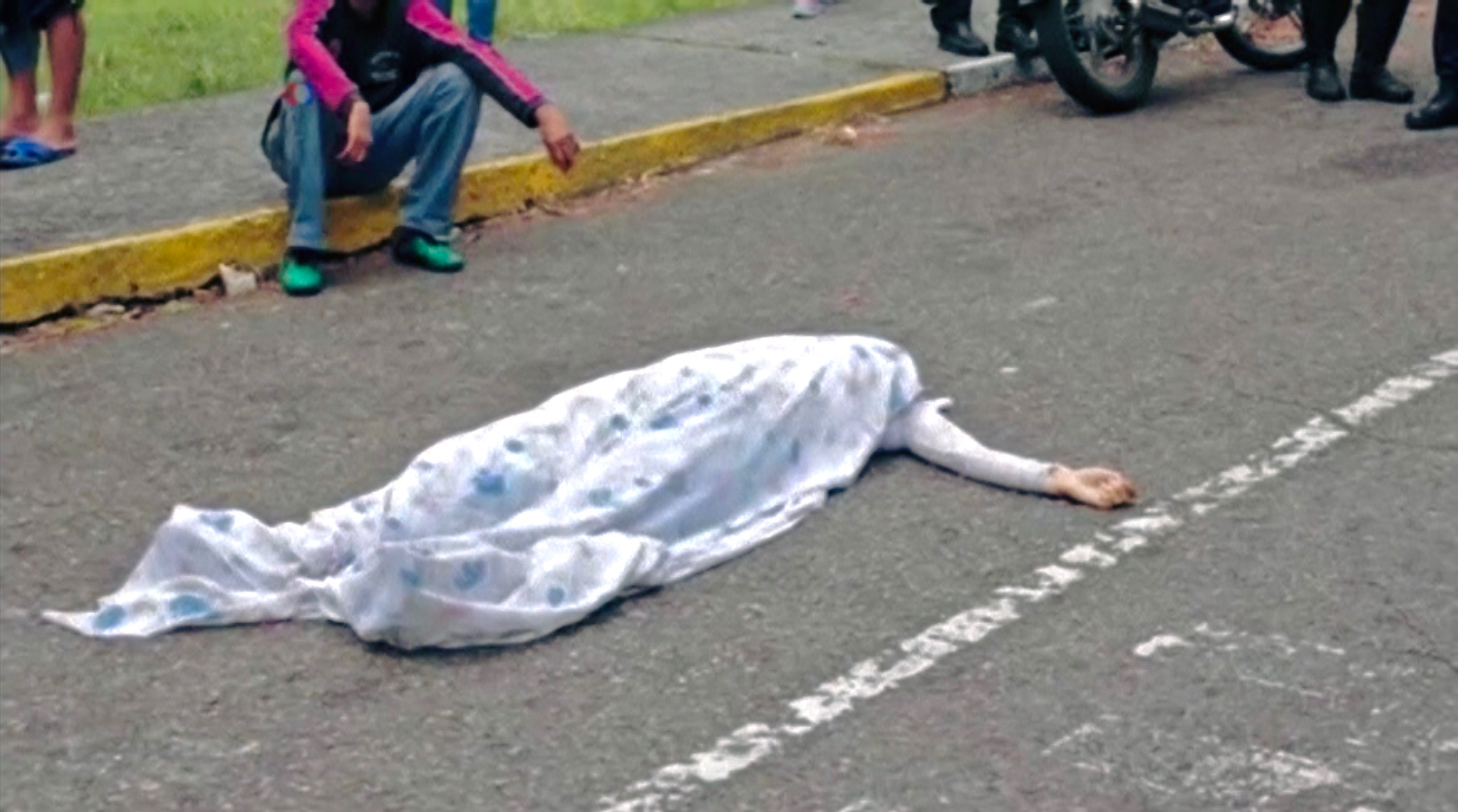
Cadáver de Paola Ramírez durante la Madre de todas las marchas.

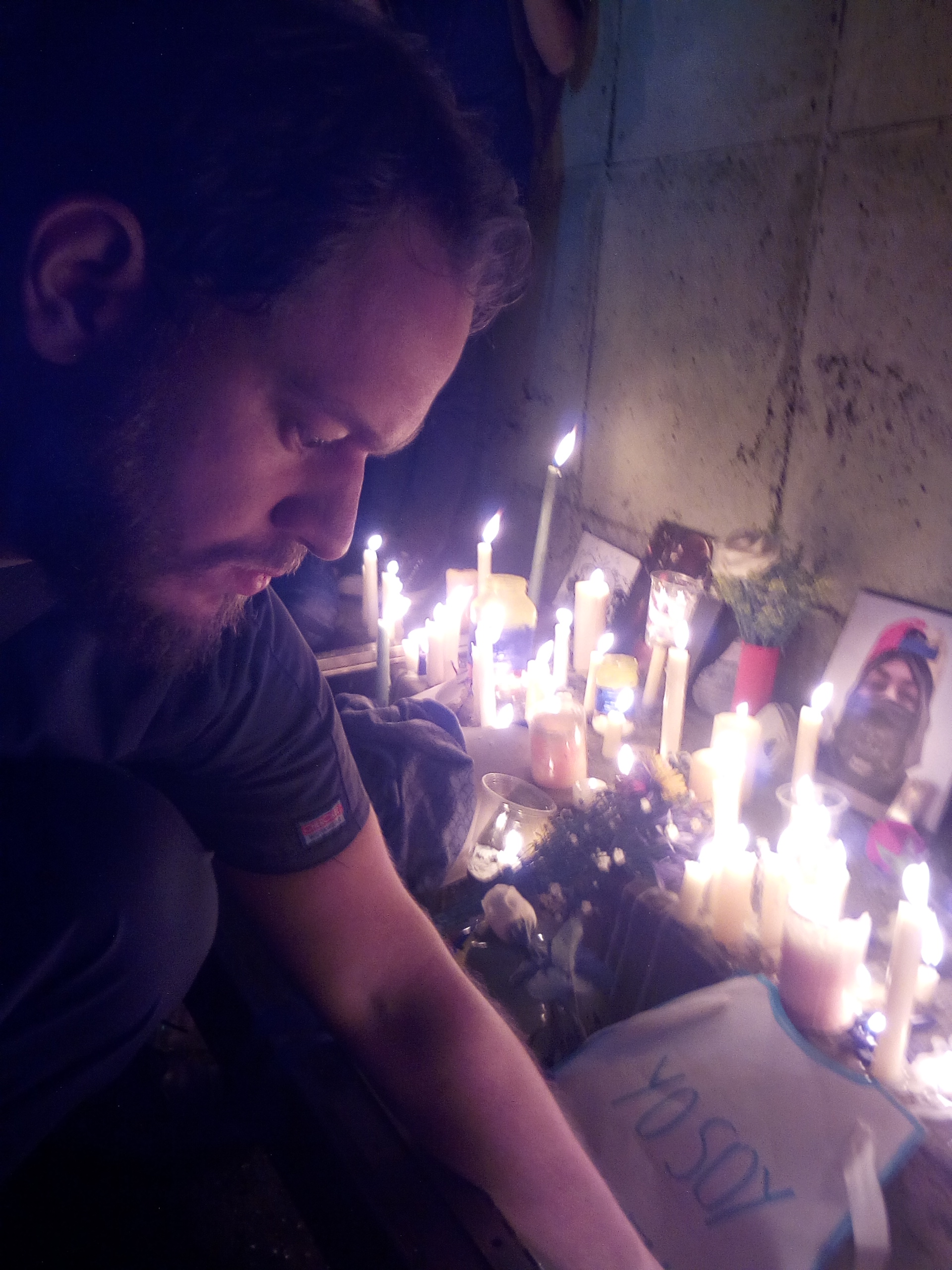
Hombre en un altar dedicado a Neomar Lander el 8 de junio.

El 13 de junio, funcionarios del SEBIN y CONAS irrumpieron en residencias en el Paraíso, Caracas, sin órdenes de allanamiento, disparándole al perro de uno de los vecinos en el proceso. El 13 de julio un hombre con síndrome de Asperger, Gianni Scovino, fue pateado y golpeado de forma reiterada por un grupo de policías y militares durante una manifestación en Lechería, quienes además lo arrestaron de manera arbitraria. El Ministerio Público se pronunció en contra de los hechos y Tarek William Saab condenó la detención arbitraria, describiendo el trato como «cruel, inhumano y degradante».
Un reporte de Human Rights Watch y de Foro Penal documentó seis instancias en las que las fuerzas de seguridad venezolanas allanaron áreas residenciales y apartamentos en Caracas y en cuatro estados diferentes. En algunos de estos allanamientos, que solían ocurrir cerca de barricadas construidas por protestantes, los cuerpos de seguridad entraron en las casas sin órdenes de allanamiento, robando pertenencias personales y comida, y tanto golpeando como arrestando a residentes.
El Alto Comisionado de las Naciones Unidas para los Derechos Humanos (ACNUDH) denunció el «uso generalizado y sistemático de fuerza excesiva» durante las protestas y responsabilizó al gobierno de al menos manifestantes. Asegura que «varios miles de personas han sido detenidas arbitrariamente, muchas de ellas han sido víctimas de malos tratos e incluso de torturas». De acuerdo con el informe del Alto Comisionado titulado Violaciones y abusos de los derechos humanos en el contexto de las protestas en la República Bolivariana de Venezuela del 1 de abril al 31 de julio de 2017, el equipo creado para documentar e informar sobre tales violaciones, que no pudo ingresar al país por falta de autorización del Gobierno venezolano, realizó 135 entrevistas, y también recibió información del Ministerio Público, de la Defensoría del Pueblo y de la Misión Permanente de la República Bolivariana de Venezuela para las Naciones Unidas en Ginebra. Con base en lo recogido, explica que “durante las manifestaciones de principios de abril hubo cierto nivel de diálogo entre las fuerzas de seguridad y los manifestantes. Sin embargo, a partir de mediados de abril (…) las fuerzas de seguridad empezaron a usar fuerza excesiva para dispersar las protestas, generalmente poco después de que éstas hubieran comenzado y, en ocasiones, antes de que comenzaran”. La Defensoría del Pueblo, en información suministrada al ACNUDH el pasado 2 de agosto, alegó que “la participación de la GNB (Guardia Nacional Bolivariana) en las manifestaciones se había justificado por tratarse de ‘eventos multitudinarios’ que rebasaban la capacidad de la policía”.
En el informe, el equipo denuncia la existencia de una serie de instrumentos legales en Venezuela que contrarían lo establecido en la Constitución de la nación. “A pesar de la protección constitucional del derecho de reunión pacífica, las disposiciones legales y reglamentarias del país tipifican como delito las protestas e imponen restricciones indebidas que niegan la esencia de ese derecho”. Entre las leyes y sentencias que, según el informe, vulneran el derecho constitucional a la reunión pacífica y a la protesta están la Ley de Partidos Políticos, Reuniones Públicas y Manifestaciones, la Decisión N.º 276 de la Sala Constitucional del Tribunal Supremo de Justicia de 24 de abril de 2014, la Ley Orgánica de Seguridad de la Nación de 2002 y el Código Penal Venezolano. El 14 de septiembre de 2017 Tamara Sujú denunció ante la Organización de Estados Americanos (OEA) 289 casos de tortura, incluyendo incidentes durante las protestas y casos de torturas sexuales, durante la primera audiencia de la organización para analizar crímenes de lesa humanidad en el país.

### Grupos violentos
De acuerdo con el mismo informe, los grupos armados pro gobierno, dejaron un saldo de 31 víctimas de homicidio. El informe de ACNUDH destacó las acciones de lo que denominó como “colectivos armados“, término usado para llamar a los grupos armados progubernamentales que intimidan, amenazan y atacan a las personas consideradas como opositoras al gobierno, registrando casos en los que los funcionarios policiales y militares se retiraron del lugar una vez que los civiles armados llegaban. El informe también indicó, refiriéndose a los manifestantes opositores, que “el nivel de violencia de esos grupos se incrementó a medida que aumentaba el uso de la fuerza por parte de las fuerzas de seguridad”. Según el comisionado, las cuatro personas que fallecieron por la acción de estos grupos fueron Amelina Carrillo, Orlando Figuera, Danny Subero y Héctor Anuel Blanco. El 20 de mayo de 2017, durante una protesta en Altamira, golpearon y prendieron en fuego a Orlando Figuera después de un enfrentamiento y de creer que intentaba robar. El 27 de mayo de 2017, durante el velorio de un protestante fallecido en el municipio Palavecino del estado Lara, un grupo de opositores linchó al oficial retirado de la Guardia Nacional Bolivariana Danny Subero. El informe reseña que la Defensoría del Pueblo informó que 23 personas resultaron heridas a consecuencia de ataques violentos perpetrados presuntamente por grupos antigubernamentales, asegurando que "el Gobierno ha denunciado actos de vandalismo, que incluyen, por ejemplo, quema de almacenes de alimentos, quemas de ambulancias y autobuses, y saqueos. Estos incidentes no estaban directamente relacionados con las protestas, pero reflejan la situación de malestar social y el alto nivel de violencia existentes en el país”

### Libertad de expresión
El mismo informe recoge una serie de violaciones de los derechos de periodistas y trabajadores de medios de comunicación durante las manifestaciones, denuncia campañas de desprestigio contra periodistas por parte de las autoridades venezolanas y da cuenta del cierre de medios en distintas partes del país. Según el informe, “los ataques contra periodistas y otros trabajadores de los medios de comunicación durante las manifestaciones consisten en ataques físicos (palizas y heridas causadas por cartuchos de gas lacrimógeno y perdigones de plástico), detenciones arbitrarias e incautación o destrucción de sus equipos“. A partir de las entrevistas realizadas y de la información suministrada por organizaciones no gubernamentales, los encargados de la realización del documento explican que “en varias ocasiones, las fuerzas de seguridad confiscaron, rompieron o sustrajeron el equipo de trabajadores de los medios de comunicación”. Estas acciones violentas en contra de los profesionales de la comunicación “se vieron motivadas por la grabación de los actos de represión de las manifestaciones, y en particular de la detención de manifestantes”. Además se señala que “si bien las fuerzas de seguridad cometieron la mayor parte de las violaciones contra los periodistas, estos también fueron blanco de ataques por parte de los manifestantes y partidarios tanto de la oposición como del Gobierno”.

### Respuesta del Estado
“Es una patética demostración de que esa oficina y, especialmente, el propio alto comisionado, Zeid Ra’ad Al Hussein, han tomado el camino de denostar la democracia participativa y protagónica que existe en Venezuela“, señaló en un comunicado el embajador venezolano ante la ONU, Jorge Valero. Estas declaraciones las ofreció el 30 de agosto en referencia al informe que había sido publicado por el organismo y estuvieron acompañadas de calificativos como “infundado” y “manipulado”. Afirmó que “tan infundado informe” ha sido elaborado sin mandato alguno, dado que no ha mediado ninguna solicitud formal de los órganos intergubernamentales competentes de Naciones Unidas.